# Glittering Prize 81/92
Albums de Simple Minds
Real Life
(1991) Good News from the Next World
(1995)
Glittering Prize 81/92 est une compilation du groupe écossais Simple Minds, paru en octobre 1992.
Publiée fin 1992, elle est la deuxième compilation que Simple Minds édite depuis le début de son existence discographique débutée en 1979 et regroupe les tubes et les succès d'estime allant de 1981 à 1991 (la première compilation du groupe intitulée Celebration parut en 1982 et couvrait les années 1979-80). Cette deuxième compilation contient la version studio de Don't You (Forget About Me) qui apparait pour la première fois sur un album des Simple Minds, depuis sa parution en 1985, ainsi que des remixes de Someone, Somewere In Summertime et des versions écourtées d'Alive And Kicking, Sanctify Yourself, Love Song et Let There Be Love.
Elle connut un grand succès en Australie, Grande-Bretagne et Nouvelle-Zélande, trois pays où elle atteignit la 1re place (parfois durant plusieurs semaines). Elle est certifiée disque de platine en 1994
Notons que l'édition américaine est différente des éditions européenne et canadienne quant au choix et à l'ordre des morceaux. En effet, il est à remarquer que les Simple Minds ont connu très tôt un certain succès au Canada, où leurs premiers albums ont rapidement atteint le Top 20 (comme Sparkle in the Rain), alors que les États-Unis voisins ont attendu jusqu'en 1985 pour véritablement découvrir la formation écossaise, grâce au titre - classé no 1 - Don't you (Forget about me) ; voilà pourquoi le contenu de cette compilation est semblable pour l'Europe et le Canada, le groupe y ayant eu un parcours similaire, alors qu'il diffère de celui proposé sur le marché US (moins de titres inclus notamment).
Au moment de sa parution, cette compilation fut précédée (et promue) par la réédition en single de Love Song/Alive and Kicking (en double Face A), dans laquelle Love Song apparaissait en fait sous une forme remixée. Néanmoins, ces deux titres (le premier datant initialement de 1981 et le second de 1985) apparaissent bien dans leurs versions originales sur la compilation elle-même. 

Ce single connut un vrai succès au Royaume-Uni, y atteignant la 6e place.

## Liste des titres de l'édition européenne et canadienne
| No  | Titre                                      | Album                                           | Durée |
| --- | ------------------------------------------ | ----------------------------------------------- | ----- |
| 1.  | Waterfront                                 | Sparkle in the Rain, 1984                       | 4:50  |
| 2.  | Don't You (Forget About Me) (7" edit)      | The Breakfast Club Soundtrack, 1985             | 4:20  |
| 3.  | Alive and Kicking (7" edit; original)      | Once Upon a Time, 1985                          | 4:47  |
| 4.  | Sanctify Yourself (7" edit)                | Once Upon a Time, 1985                          | 3:57  |
| 5.  | Love Song (7" edit; original)              | Sons and Fascination/Sister Feelings Call, 1981 | 3:51  |
| 6.  | Someone, Somewhere in Summertime           | New Gold Dream (81,82,83,84), 1982              | 4:36  |
| 7.  | See the Lights                             | Real Life, 1991                                 | 4:23  |
| 8.  | Belfast Child                              | Street Fighting Years, 1989                     | 6:41  |
| 9.  | The American (7" edit; original)           | Sons and Fascination/Sister Feelings Call, 1981 | 3:33  |
| 10. | All the Things She Said                    | Once Upon a Time, 1985                          | 4:17  |
| 11. | Promised You a Miracle (7" edit; original) | New Gold Dream (81,82,83,84), 1982              | 4:00  |
| 12. | Ghost Dancing                              | Once Upon a Time, 1985                          | 4:45  |
| 13. | Speed Your Love to Me                      | Sparkle in the Rain, 1984                       | 4:25  |
| 14. | Glittering Prize (7" edit; original)       | New Gold Dream (81,82,83,84), 1982              | 4:00  |
| 15. | Let There Be Love (7" edit; original)      | Real Life, 1991                                 | 4:43  |
| 16. | Mandela Day                                | Street Fighting Years, 1989                     | 5:41  |

- À noter que les éditions australiennes et néo-zélandaises (deux pays où le groupe a aussi connu très tôt un grand succès) de cette compilation sont identiques.

## Liste des titres de l'édition américaine
1. Alive And Kicking
2. See The Lights
3. Don't You (Forget About Me)
4. Promised You A Miracle
5. Sanctify Yourself
6. Belfast Child
7. Stand By Love
8. Up On The Catwalk
9. Let There Be Love
10. All The Things She Said
11. Someone¸ Somewere In Summertime
12. Waterfront

## Classements et certifications
| Classement (1992-93)          | Meilleure place |
| ----------------------------- | --------------- |
| Allemagne (Media Control AG)  | 10              |
| Australie (ARIA)              | 1               |
| Autriche (Ö3 Austria Top 40)  | 29              |
| Nouvelle-Zélande (RIANZ)      | 1               |
| Pays-Bas (Mega Album Top 100) | 7               |
| Royaume-Uni (UK Albums Chart) | 1               |
| Suède (Sverigetopplistan)     | 17              |
| Suisse (Schweizer Hitparade)  | 14              |

| Classement (2002)           | Meilleure place |
| --------------------------- | --------------- |
| Belgique (Flandre Ultratop) | 35              |

| Région                                                                                                 | Certification | Ventes/Streams |
| --- | ------------- | -------------- |
| Australie (ARIA)                                                                                       | Platine       | 70 000^        |
| Canada (Music Canada)                                                                                  | Or            | 50 000^        |
| France (SNEP)                                                                                          | Platine       | 300 000*       |
| Allemagne (BM)                                                                                         | Or            | 250 000^       |
| Pays-Bas (NVPI)                                                                                        | Platine       | 100 000^       |
| Nouvelle-Zélande (RMNZ)                                                                                | Platine       | 15 000^        |
| Suède (GLF)                                                                                            | Or            | 50 000^        |
| Royaume-Uni (BPI)                                                                                      | 3 × Platine   | 300 000^       |
| *Ventes selon la certification ^Mise en rayon selon la certification xNon précisé par la certification |               |                |